# James (Billy Joel)
James is een nummer van de Amerikaanse singer-songwriter Billy Joel.
Het nummer is de tweede single van Joels album Turnstiles uit 1976. Het was een bescheiden hit en bereikte de twintigste plek in de Nederlandse Top 40 en plek 22 in Vlaanderen. Het nummer gaat over een jeugdvriend, James, waar Joel het contact mee verloren heeft en hij hoopt dat alles met James goed gaat. In interviews heeft Joel aangegeven dat James een fictieve persoon is, gebaseerd op verschillende personen uit zijn jeugd.

## NPO Radio 2 Top 2000
| Nummer met noteringen in de NPO Radio 2 Top 2000 | '99  | '00 | '01  | '02  | '03 | '04  | '05  | '06  | '07  | '08  | '09  |
| ------------------------------------------------ | ---- | --- | ---- | ---- | --- | ---- | ---- | ---- | ---- | ---- | ---- |
| James                                            | 1215 | -   | 1312 | 1228 | -   | 1783 | 1666 | 1998 | 1887 | 1811 | 1941 |

1. ↑  Een '-' betekent dat het nummer niet was genoteerd en een vetgedrukt getal geeft de hoogste notering aan.
2. ↑  Deze tabel is bijgewerkt tot en met de laatste editie (2024).